# 삼사 (음식)
삼사(카자흐어·키르기스어: самса, 위구르어: سامسا, 우즈베크어: somsa 섬사)는 우즈베키스탄, 카자흐스탄, 키르기스스탄를 비롯한 중앙아시아의 음식이다. 페이스트리 속에 고기 소를 넣어 만든다.

## 같이 보기
- 뵈레크
- 사모사
- 상화떡